# Avianca
Avianca (acrònim d’Aerovías del Continente Americano, anteriorment Aerovías Nacionales de Colòmbia) és la primera aerolínia fundada a Amèrica i la segona del món, un parell de mesos després de la neerlandesa KLM. Des de 1919, Avianca ha estat l'aerolínia bandera de Colòmbia i en l'actualitat es destaca per ser l'aerolínia més gran del país i una de les més importants de l'Amèrica del Sud. El centre de connexions d'Avianca és a l'Aeroport El Dorado de Bogotà des d'on duu a terme vols programats i xàrter a diferents destinacions nacionals i internacionals a Europa, Amèrica del Nord, el Carib, Amèrica Central i Amèrica del Sud. Avianca opera quatre aerolínies filials, dues a Colòmbia, una al Brasil i una altra a l'Equador: Helicol, SAM Colombia, OceanAir i VIP, respectivament. Les seves principals unitats de negoci són Avianca Cargo, Avianca Services, Deprisa i DesKubra.
El seu centre de connexions està localitzat en l'Aeroport El Dorado de Bogotà, des d'on duu a terme vols programats i xàrter a diferents destinacions nacionals i internacionals en Amèrica i Europa. Després d'una forta crisi econòmica com a conseqüència dels atemptats terroristes de l'11 de setembre del 2001, l'aerolínia va formar una aliança amb Aces, la qual es va dissoldre en 2003 amb la liquidació de l'última, la submissió de la companyia al C-11 i la seva posterior venda el 2004 al Synergy Group.
Avianca forma part del Synergy Group, un grup aeroespacial sud-americà creat en 2003 i dirigit per Germán Efromovich. El grup compta a més amb sis aerolínies filials, tres a Colòmbia, una al Brasil i una altra a l'Equador: Helicol, Societat Aeronàutica de Medellín, Tampa Cargo, OceanAir i VIP; a més de Cabdal Airlines a Nigèria, igual que Wayra al Perú fins a la seva liquidació en 2006.
L'any 2007, la companyia va anunciar la compra de 60 aeronaus al fabricant europeu Airbus, aeronaus que s'han anat incorporant progressivament el 2008. Al mateix temps es va dur a terme la compra de 10 avions tipus Boeing 787, sent aquest el client inaugurador sud-americà l'any 2012. A més, el Synergy Group ha signat una ordre de compra de 10 equips Airbus 350.
L'any 2010 s'anuncia l'entrada de l'aerolínia a Star Alliance, la qual serà oficial l'any 2012.

## Història
La història d'Avianca es divideix en 5 etapes principals:

### Societat Colombo Alemanya de Transport Aeri SCADTA (1919-1940)

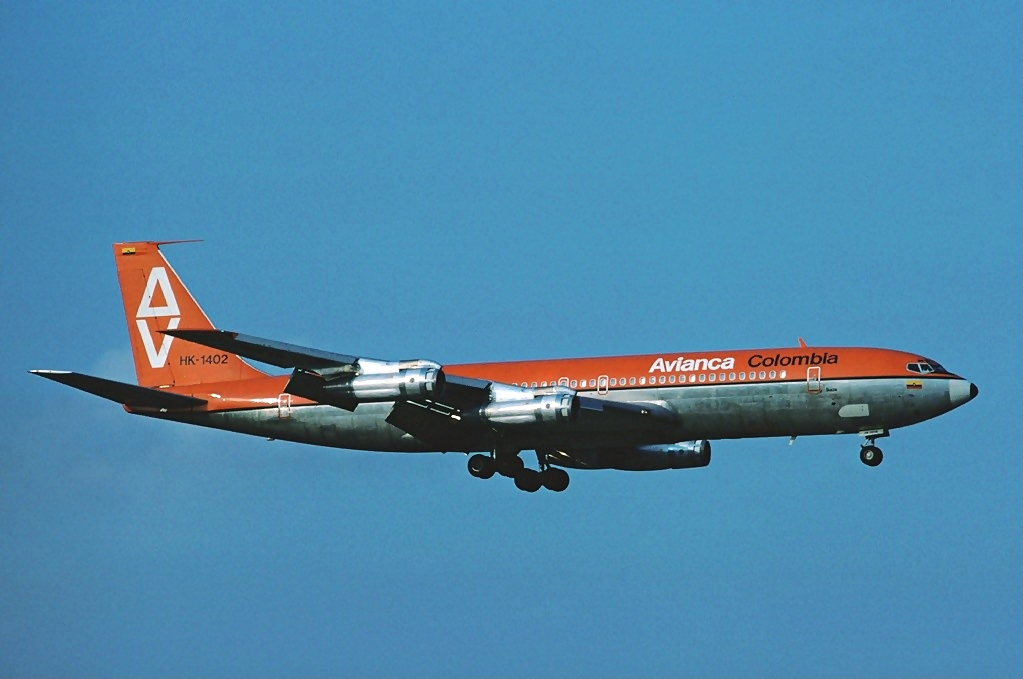
Boeing 707 d'Avianca aterrant a Zúric el 1976.

Els alemanys Werner Kaemerer, Stuart Hosie i Alberto Tietjen; i els colombians Ernesto Cortissoz (el primer president de l'aerolínia), Rafael Palacio, Cristóbal Restrepo, Jacobo Corretja i Aristides Noguera, van fundar el 5 de desembre del 1919 a la ciutat de Barranquilla (Colòmbia), la Societat Colombo Alemanya de Transport Aeri - SCADTA, la qual va realitzar el primer vol entre Barranquilla i la població propera de Port Colòmbia, a bord d'un Junkers F-13 en el qual es van transportar 57 cartes. El vol va estar al comandament del pilot alemany Helmuth Von Krohn. L'avió Junkers F-13, i un altre del mateix tipus, van formar part la primera flota de l'aerolínia. Eren monoplans d'ala baixa i de construcció completament metàl·lica que els seus motors van haver de modificar-se per poder operar eficientment en les condicions climàtiques del país. Tenien 9,50 metres de llarg i d'alt 3,50 metres. La seva capacitat de vol era de 850 quilòmetres i podien portar fins a 4 passatgers, a més dels dos tripulants. A causa de les característiques topogràfiques del país, se'ls van adaptar dos flotadors als Junkers per realitzar aquaterratges en rius de diferents poblacions. Així, el 20 d'octubre de 1919 i seguint el curs del riu Magdalena, Helmuth Von Krohn va realitzar el primer vol cap a l'interior de Colòmbia. Van ser vuit hores amb quatre aterratges d'emergència inclosos.
En la mateixa línia del grup de fundadors, Peter Von Bauer, un científic i filantrop alemany, es va interessar en SCADTA i va aportar a la companyia coneixements, diners i un altre avió. Igualment, va obtenir per SCADTA la concessió del Govern colombià per al transport del correu aeri del país, amb el que la SCADTA es va consolidar definitivament. Més endavant, en setembre del 1920, SCADTA va realitzar el primer vol entre Barranquilla i Port Berrío amb Fritz Hammer com a pilot, Wilhem Schnurrbush com a copilot i Stuart Hosie com a passatger. L'octubre d'aquest mateix any, Helmuth Von Krohn va fer el primer vol cap a Girardot. El 1922 SCADTA va començar a prestar el servei de correu aeri. En aquest mateix any, el General Pedro Nel Ospina, President de Colòmbia en aquells dies va utilitzar per primera vegada el servei de SCADTA per complir una missió oficial. Al juliol del 1923, SCADTA va transportar un carregament d'or i paper moneda des de Port Berrío cap a Girardot per salvar el país de la fallida. Després SCADTA va inaugurar les rutes internacionals que cobrien inicialment destinacions en Veneçuela i els Estats Units. Lamentablement en 1924, l'avió on es desplaçaven entre altres Ernesto Cortissoz i Von Krohn, es va precipitar a terra a la zona que avui es coneix com a Boques de Cendra, i van morir els seus ocupants. Després d'això i donades les circumstàncies de la Segona Guerra Mundial, el senyor Von Bauer, ciutadà colombo - alemany, havia hagut de vendre les seves accions de SCADTA a la companyia nord-americana Pa American World Airways. Ja el 1931 es va establir el primer servei de correu entre Bogotà i Nova York, i temps després l'aerolínia va adquirir 10 Boeing 247 amb els quals va poder ampliar la seva oferta de rutes nacionals.
Els primers bitllets aeris de SCADTA costaven: entre $50.oo i $85.oo en les rutes des de Bogotà cap a Barranquilla, Cartagena, Cartago i Cali.

### Aerovies Nacionals de Colòmbia (1940-1994)

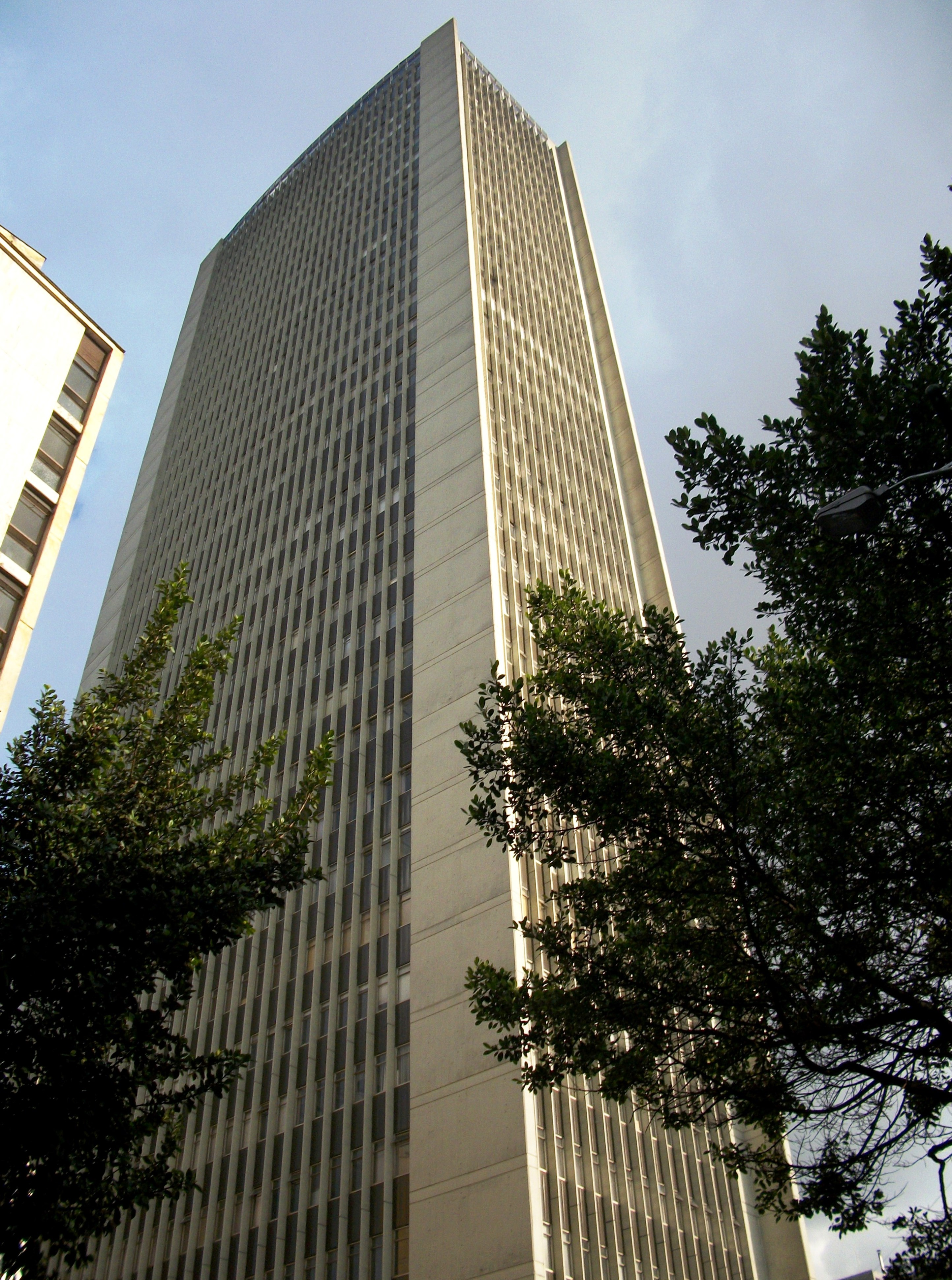
Torre Avianca (1969), Bogotà Colòmbia

El 14 de juny del 1940, en Barranquilla, davant notari públic, es va signar l'escriptura de constitució d'Aerovías Nacionals de Colòmbia S. A. - Avianca, gràcies a la fusió de SCADTA, ja en mans nord-americanes i SACO, Servei Aeri Colombià. Van participar en això els colombians Rafael María Palacio, Jacobo A. Corea, Cristóbal Restrepo, Aristides Noguera i Ernesto Cortissoz Rodríguez (fill del fundador i primer president de l'Aerolínia, Ernesto Cortissoz), i els ciutadans alemanys Alberto Teitjen, Werner Kaemerer i Stuart Hosie. En aquest moment va assumir el càrrec de primer President d'Avianca el senyor Martín del Corral. El 1939 l'aerolínia va adquirir els primers DC-3 que volaven a una velocitat de 200 milles per hora. Així mateix el 1946 es van establir les rutes cap a Quito, Lima, Ciutat de Panamà, Miami, Nova York i algunes ciutats d'Europa que van ser operades en DC-4 i DC-54. Després ja amb el nom d'Avianca es van adquirir aeronaus Lockheed Constellation 0749 i Súper Constellation 1049L, que eren de les més ràpides de l'època. El 1956 la companyia va aconseguir una de les seves majors fites en aconseguir transportar a la delegació colombiana per participar en els Jocs Olímpics de Melbourne en un viatge de 61 hores d'operació contínua fent escales només per reposar combustible. El 1960 l'aerolínia va prendre en arrendament dos Boeing 707-200 per servir algunes rutes internacionals, al mateix temps que va adquirir els seus propis Boeing 720-100 als quals va batejar amb els noms de Bolívar i Santander. El 1976, l'aerolínia es va convertir en la primera operadora a l'Amèrica Llatina a usar de forma contínua un Boeing 747, el que va marcar una altra important fita en la història de la companyia.

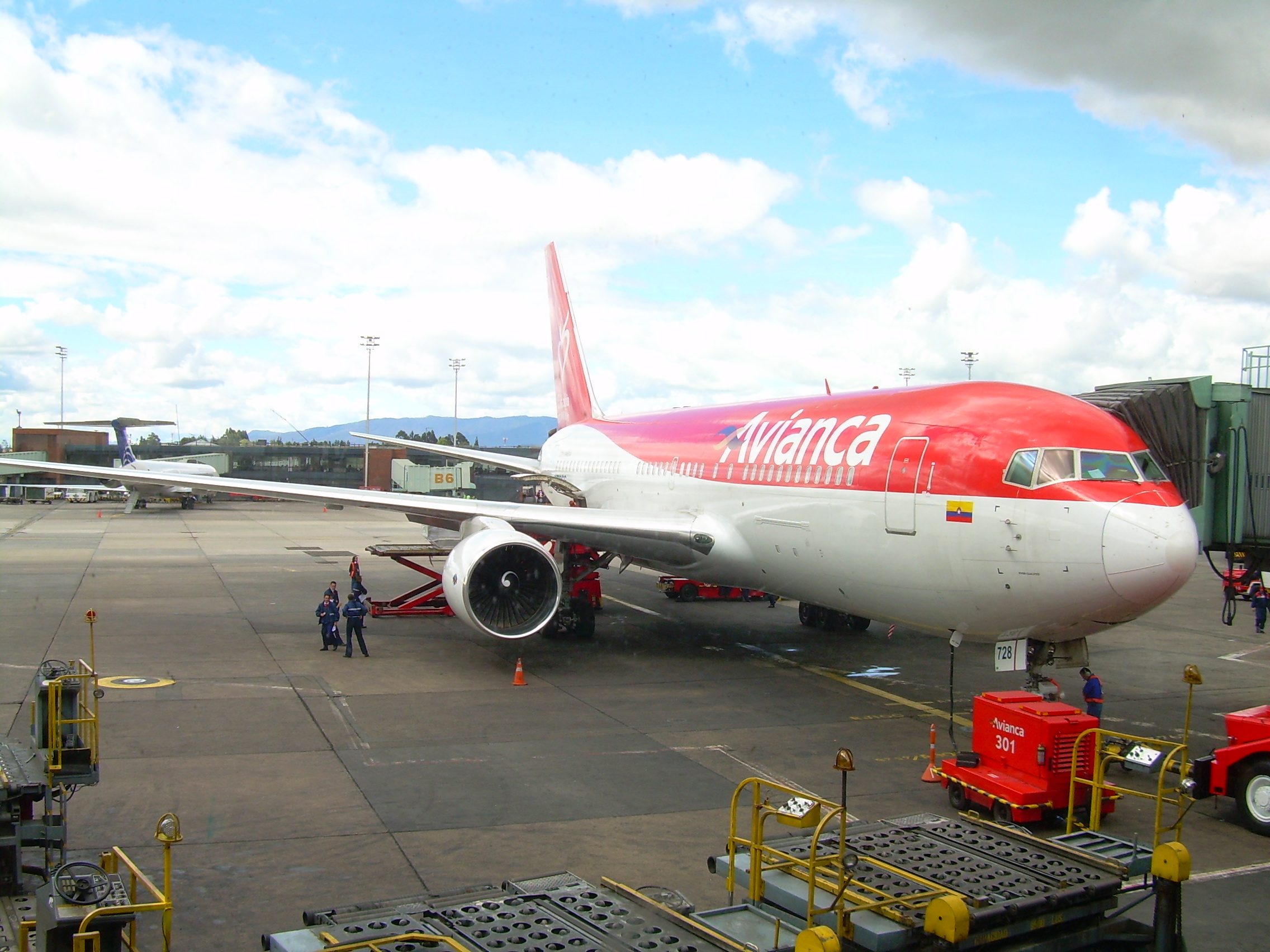
Boeing 767 d'Avianca a Bogotà

Amb la inauguració del Terminal Pont Aeri el 1981 s'amplia el servei en terra per als passatgers en Bogotà, servint inicialment les rutes a Miami, Nova York, Cali, Medellín, Pastura i Montería. Set anys després, en 1988, es va produir un dels pitjors accidents de l'aerolínia. Un Boeing 727 que volava entre Bogotà i Cali va esclatar en ple vol i van morir tots els seus ocupants. Posteriorment s'esbrinà que va ser un atemptat perpetrat per Pablo Escobar amb l'objectiu d'assassinar a César Gaviria Trujillo. En 1990, es va accidentar un avió que volava de Medellín a Nova York i van morir 73 persones. En aquest mateix any, Avianca va adquirir dues aeronaus tipus Boeing 767-200ER. Finalment el 1993 es van comprar 10 Fokker 50 per a vols nacionals de curt abast, acabant així aquesta part de la història de l'aerolínia.

### Sistema Avianca (1994-2002)
En 1994 es va establir una aliança d'aerolínies estratègica que va vincular a les tres empreses més importants del sector aeronàutic a Colòmbia: Avianca, SAM (Societat Aeronàutica de Medellín), i Helicol (Helicòpters Nacionals de Colòmbia). Això va donar vida al Sistema Avianca, el qual va comptar amb serveis a les àrees de càrrega (Avianca Càrrega) i correu (Serveis Postals, després sota la marca De pressa) així com amb aeronaus tipus: Boeing 767 -200 i -300, Boeing 757, McDonnell Douglas MD-83, Fokker 50 i Helicòpters Bell. A més el Sistema Avianca cobria a Colòmbia destinacions ara extintes com: Arauca, Leticia, Capurganá, Badia Solano, Nuquí, Caucasia i Chigorodó; i al món a diferents ciutats d'Amèrica i Europa. En desembre de 1998 Avianca va posar en servei el Centre de Connexions a Bogotà, on els viatgers podien accedir a 6.000 possibles connexions setmanals, amb major nombre de freqüències, horaris i destinacions, aprofitant la ubicació geogràfica de la capital del país.

### Aliança Summa (2002-2004)

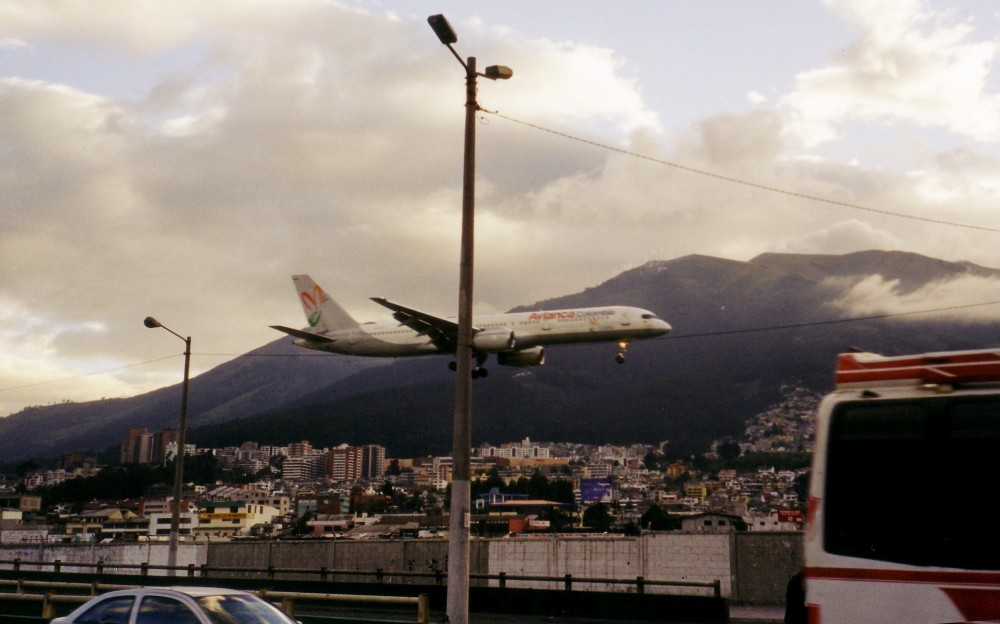
Boeing 757-200 d'Aliança Summa a l'Aeroport de Quito.

El 20 de maig de 2002, després d'un acurat i complex procés per enfrontar la crisi que venia travessant la indústria aèria, després dels atemptats terroristes de l'11 de setembre de 2001, Avianca i Sam van conformar juntament amb ACES (Aerolínies Centrals de Colòmbia) una aliança estratègica coneguda com l'Aliança Summa. No obstant això, per circumstàncies adverses en la indústria i els mercats, i a pesar els excel·lents resultats de la unió, al novembre de 2003 els accionistes van decidir iniciar la liquidació de la Societat Aliança Summa, i centrar-se a enfortir la marca Avianca.
Una part important per a la recuperació de l'aerolínia va ser el procés de Capítol 11 (C-11) al que Avianca i la seva filial als Estats Units (Avianca Inc.) es van acollir el 21 de març del 2003, amb el propòsit de comptar amb l'ajuda legal mentre es millorava l'operació de l'empresa i es treballava en la reducció de costos. El C-11 va ser una mesura que van prendre aerolínies com Continental Airlines, US Airways i United Airlines. Va ser dissenyada per la llei nord-americana per facilitar la recuperació d'empreses i assegurar la seva estabilitat financera. La companyia va mostrar a la cort un pla de reestructuració econòmica, amb la seva supervisió i assistència. Amb aquest procés, les aerolínies podien renegociar qualsevol contracte que tinguessin als Estats Units per iniciar el seu restabliment, baixar els costos i enfortir la seva operació.
Aquesta decisió es va prendre a causa de diverses circumstàncies que concorrien a escala mundial, com la baixa demanda de passatgers després dels atemptats terroristes de l'11 de setembre, la recessió econòmica, l'augment en el cost del petroli, l'inici de la guerra en Orient Mitjà, l'increment en el cost de les assegurances i la forta devaluació que es va presentar a Colòmbia per la crisi en Veneçuela i Sud-amèrica i la situació politicosocial d'aquest moment al país. Amb les normes de Reestructuració Econòmica dels Estats Units, Avianca va iniciar el «Pla de Vol de la Transformació», en el qual es va redissenyar la seva xarxa de rutes, dirigint-se als mercats més rendibles, reavaluant la flota d'aeronaus, va agilitar processos, va començar un programa de reducció de costos, va millorar la planta de col·laboradors i va negociar millores a la productivitat amb alguns dels seus col·lectius sindicals.
En el procés de reestructuració, l'aerolínia va estendre els seus serveis al voltant del món amb la signatura d'acords comercials i de codi compartit amb aerolínies internacionals com Iberia LAE (Espanya), Delta Air Lines (Estats Units) i LACSA (Costa Rica), del Grup TACA. Amb aquestes mesures, la companyia es va situar com a líder en innovació i agilitació dels processos de viatge, en posar al servei dels seus clients la primera pàgina web transaccional a Colòmbia, permetre reserves i compra de bitllets i l'i-check in.

### Aerovies del Continent Americà (des de 2004)

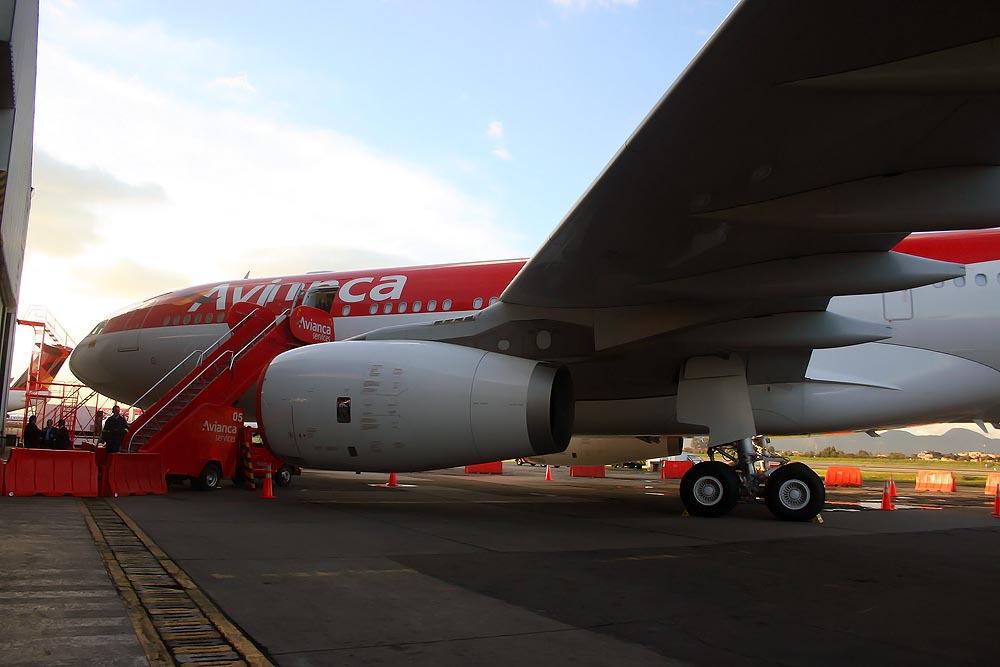
Presentació del primer Airbus A330 a Bogotà.

El 10 de desembre del 2004, després de complir tots els requisits exigits per la Cort del Districte Sud de Nova York i estipulats en l'Acord d'Inversió amb Synergy Group, Avianca i Avianca Inc. van sortir del Capítol 11, Gràcies al procés de C-11 Avianca va aconseguir un enfortiment financer, la qual cosa al seu torn va fer possible la protecció dels deutes laborals, el pagament a proveïdors i liquidar els deutes amb entitats Estatals com la DIAN, el Segur Social i la Aerocivil. Així mateix la companyia està cancel·lant el deute contret amb CAXDAC. Al desembre de l'any 2004, l'aerolínia va celebrar el 85 aniversari del seu naixement.
El 28 de febrer de 2005, Avianca va presentar la seva nova imatge, en la qual rescata els seus símbols insígnia, renovats sota la inspiració dels valors emprats al llarg dels 85 anys en servei. En aquesta imatge entrellaça els colors pàtries amb l'emblemàtic còndor que reflecteix el deixant del seu vol pels cels. Així la companyia comença una nova etapa en el qual pretén potenciar la seva posició com a llaç de comunicació dels hispanoparlants, així com aconseguir les principals capitals d'Amèrica i Europa.
En l'àmbit de la seguretat, Avianca té diferents certificacions internacionals que avalen la qualitat dels seus procediments i estàndards de seguretat en els seus serveis de manteniment, formació i assistència a les aeronaus. A més el 27 de novembre de 2008 rep la certificació ISAGO, sent la primera línia aèria mundial a rebre-la, això va ser possible gràcies al compliment dels més de 480 estàndards (de control i gestió) que exigeix la IATA per expedir el prestigiós títol. En desembre de 2008, rep la certificació ISO 9001:2000 a la qualitat del seu sistema de gestió en els diferents processos de viatge (seguretat, manteniment, talent humà i tecnologia).
Avianca és una de les aerolínies més grans d'Amèrica Llatina i la més gran de Colòmbia. Té una plantilla integrada per uns 5.000 col·laboradors directes i una flota composta per 58 aeronaus, que operen en 19 destinacions en Colòmbia i 23 punts a Amèrica i a Europa. La seva principal competència és l'aerolínia AeroRepública amb una flota de 15 avions i amb un total de 15 destinacions. Des del seu centre d'operacions a Bogotà, a través de l'Aeroport El Dorado i el Terminal Pont Aeri ofereix una mitjana de 220 vols diaris entre diferents destinacions dins del país i cap a l'exterior. A més els viatgers compten amb més de 6.000 possibilitats de connexió entre destinacions operades directament o a través d'acords de codi compartit amb altres aerolínies que s'han unit al programa com: Mexicana i Air Canada. A això s'uneixen els serveis de transport aeri de passatgers. L'aerolínia, per mitjà de les seves unitats de negocis De pressa, Avianca Services i Avianca Tours té una oferta de serveis turístics. Va ser així com en març del 2009 els principals mitjans de comunicació del país van donar a conèixer el total dels ingressos de l'empresa en l'any 2008, que va ascendir a més de USD 1,9 bilions de dòlars.
L'any 2009, la companyia va emetre bons per un valor proper als $500.000 milions de pesos disposats en la Borsa de Valors de Colòmbia (BCV), aquesta operació comercial es va realitzar amb la finalitat de tenir més fonts d'inversió per als canvis que s'estan realitzant en l'aerolínia, entre ells, el procés de modernització de flota i la implementació de noves tecnologies. Així mateix, es va inaugurar oficialment la nova seu administrativa situada a la ciutat de Bogotà, aquesta construcció disposa d'un edifici intel·ligent de 34.000 m² amb capacitat per albergar 2.000 persones, les característiques bioclimàtiques per les quals va ser construït permeten estalvi d'energia aprofitant diverses fonts d'energia natural com la llum solar, des de l'edificació es controlaran totes les activitats administratives i de servei al client d'Avianca com el centre d'atenció telefònica. La nova seu té un accés aeri a través d'un heliport.
El 10 de novembre del 2010 es va anunciar l'ingrés de Avianca-TACA a Star Alliance amb aprovació unànime per part de la junta directiva de l'aliança, amb aquesta confirmació es va donar inici a l'estandardització de processos per a l'entrada oficial del grup.
El desembre de 2014 es va iniciar a operar un vol diari entre Bogotà i l'Aeroport del Prat de Barcelona.

## Aerolínies filials

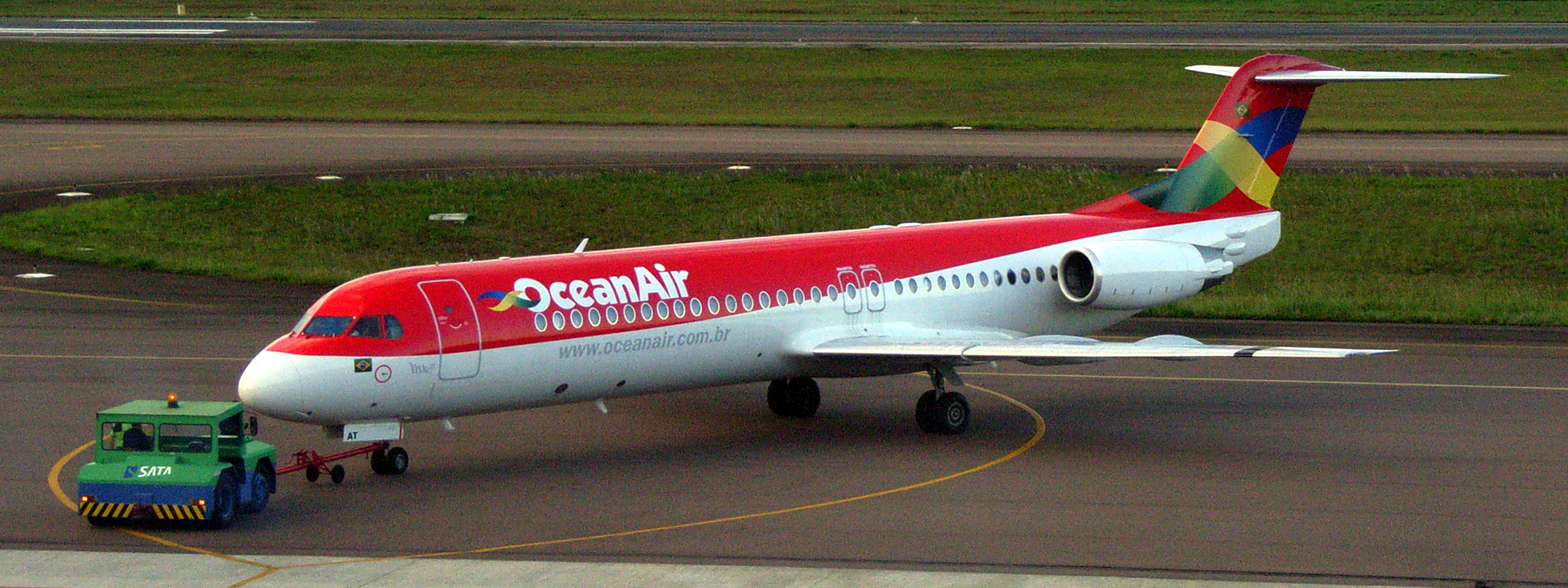
Fokker 100 de OceanAir (ara Avianca Brasil) a l'Aeroport de Curitiba, Brasil.

Les aerolínies filials formen part del Synergy Group, que a continuació es descriuen:
Capital Airlines és una aerolínia que va ser fundada l'any 2003 i la seva base d'operacions es troba a l'Aeroport Internacional Murtala Muhammed, a Lagos, Nigèria, duu a terme vols charter i domèstics entre Abuja, Benín, Enugu i Lagos. Helicol va néixer el 1955 com a operadora d'helicòpters, el 1994 va fer part d'"El sistema Avianca" juntament amb Avianca i SAM, més endavant el 2007 el Synergy Group va comprar el total de les accions de la companyia. Avianca Brasil (abans denominada OceanAir) és una aerolínia brasilera, té com a base l'Aeroport de São Paulo-Guarulhos, en São Paulo, Brasil, va ser creada el 1988, duu a terme vols comercials dins del Brasil i cap a l'exterior, La seva flota està composta per prop de 20 aeronaus entre Boeing i Fokker. A la fi d'agost de 2009, el CEO d'Avianca Germán Efromovich va anunciar que Avianca prendrà el control d'Ocean Air, companyia que actualment tenen una facturació anual propera als 200 milions de dòlars i que compta amb una participació propera al 3% del mercat aeri comercial en Brasil, en acabar d'efectuar aquest control sobre l'aerolínia, Avianca entrarà al mercat brasiler, atès que Ocean Air passarà a cridar-se també: Avianca.
SAM va néixer el 1945 com a "Societat Aeronàutica de Medellín", operava destinacions entre les principals ciutats de Colòmbia, fins que el 1994 es va unir juntament amb Avianca i Helicol al que es va denominar "El sistema Avianca", l'any 2003 va entrar a fer part de la "Aliança Summa" juntament amb Aces i Avianca. Actualment opera equips Fokker 100 per a la seva operació nacional i internacional com a aerolínia filial d'Avianca, la seva base d'operacions es troba en l'Aeroport El Dorado, a Bogotà, Colòmbia, el dia 31 de juliol de l'any 2009 en una assemblea general d'accionistes realitzada en Barranquilla, es va prendre la decisió de fusionar per complet a SAM amb Avianca, on la primera es liquidarà i unirà el seu patrimoni juntament amb el d'Avianca. Tampa Càrrec és la més nova del Synergy Group, al març de 2008 es va donar a conèixer la compra de Tampa per part d'Avianca, per enfortir la marca Avianca Càrrec. Tampa és una aerolínia carguera que es va fundar el 1973, opera entre diferents ciutats de Colòmbia i Amèrica amb equips Boeing 767, el seu centre d'operacions és l'Aeroport José María Córdova, en Rionegro, Departament d'Antioquia. VIP és una aerolínia equatoriana, va ser fundada el 1997 com una operadora de vols charter, més tard, el 2003, va ser adquirida pel Synergy Group, i des de llavors duu a terme vols nacionals comercials dins l'Equador amb equips Dornier 328.

## Unitats de negoci

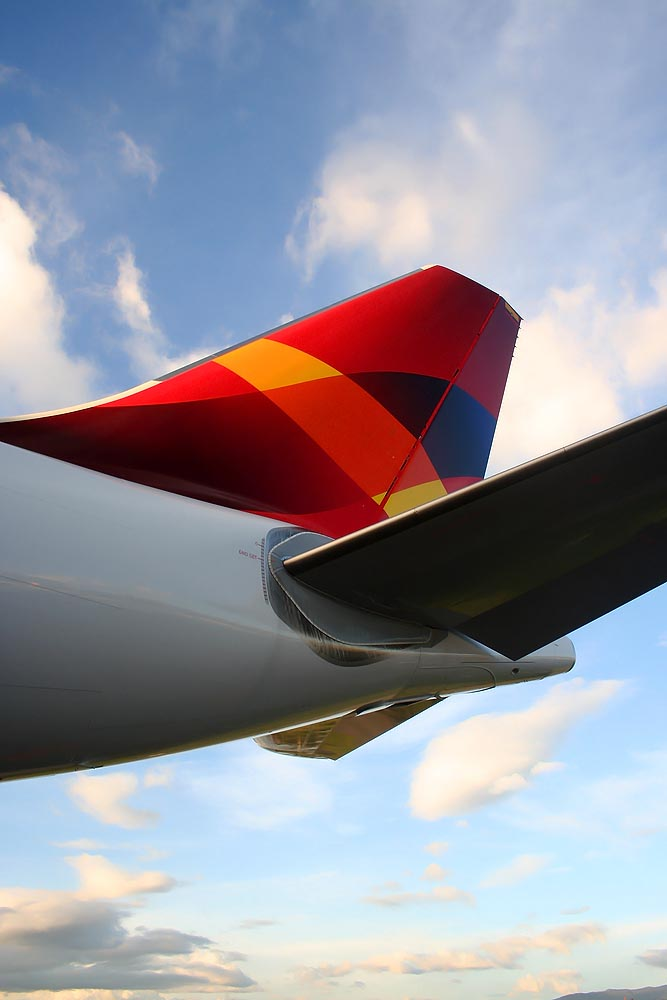
Cua de l'Airbus A330.

### Avianca Càrrec*
Avianca Càrrec* és l'encarregada del transport de càrrega a escala nacional i internacional des de la seva fundació en 1919, entre les diferents ciutats de Colòmbia i el món. Així mateix, s'ha encarregat d'oferir un cobriment nacional i internacional per a despatxos i rebuts de càrrega, per la qual compta amb l'aliança amb Tampa Càrrec.

### Avianca Services
Avianca Services és la unitat de negoci d'Avianca encarregada de comercialitzar i proporcionar serveis d'enginyeria i manteniment, assistència en els aeroports, i la formació a les organitzacions del sector aeronàutic amb un programa d'entrenament on es capacita al personal referent a manteniment i maneig de mercaderies perilloses. Avianca Services es troba a l'Aeroport El Dorado de Bogotà. Acreditada per l'Agència Europea de Seguretat Aèria, l'Administració Federal d'Aviació dels Estats Units d'Amèrica i l'Aeronàutica Civil de Colòmbia, Avianca Services proveeix els seus serveis a les següents companyies aèries:
- Iberia
- Air France
- Aeroméxico
- Aires
- American Airlines
- Avianca Brasil
- Delta Airlines
- Air Canada
- JetBlue Airways
- Lufthansa
- Aerolíneas Argentinas[72]
- Varig
- LAN Airlines
- Satena[73]
- Spirit Airlines
- TAM Airlines
- TACA
- Copa Airlines
- Copa Airlines Colombia
- AeroGal[74]

I línies aèries de càrrega com:
- FedEx
- United Parcel Service
- DHL

### De pressa
En 1996 es va crear De pressa, com a evolució d'Avianca Serveis Postals, per al maneig logístic especialitzat de documents, paquets i càrrega, amb el respatller de l'operació i les àmplies freqüències d'Avianca?SAM i les seves aliances.

### Avianca Tours
Avianca Tours (abans anomenada Deskubra) promou diferents plans turístics a Colòmbia i el món, a través de les destinacions d'Avianca i SAM, aprofitant les aliances amb diferents hotels i restaurants en cadascun de les seves destinacions, ofereix diferents alternatives d'acord amb les necessitats del client.

## Flota

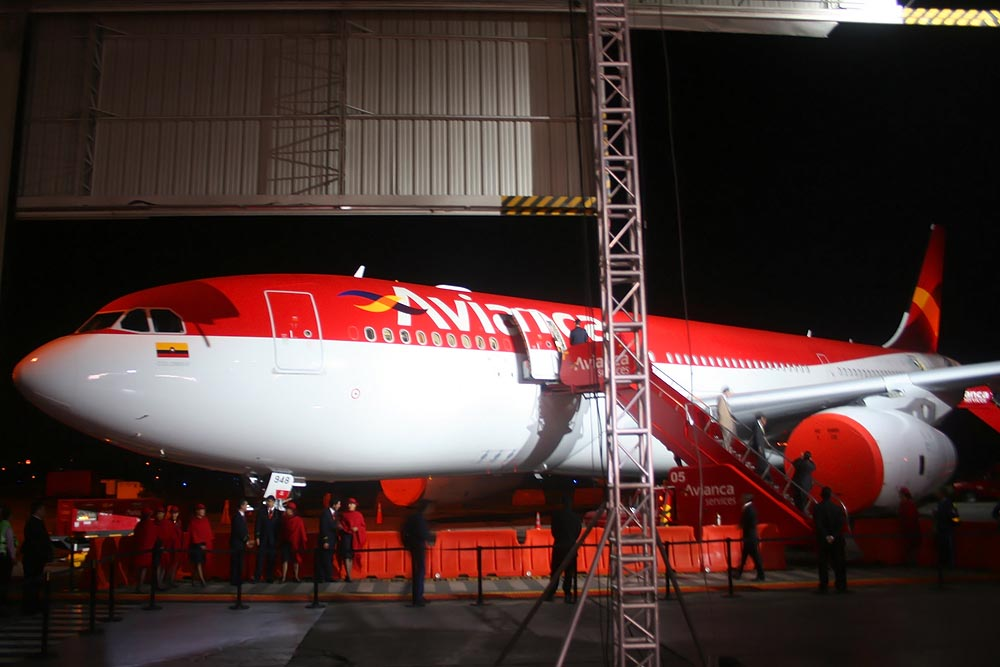
A330 d'Avianca en la seva presentació oficial.

La flota d'Avianca estava composta per aeronaus de les companyies Boeing i Fokker, i últimament ha incorporat, les primeres de les 60 noves aeronaus airbus. El negoci de la Companyia colombiana amb el consorci europeu ascendeix a US$ 4.700 milions de dòlars i inclou la compra directa de 57 aeronaus Airbus de les famílies A320-200, A319-100 i A330-200, paquet al qual se sumen tres aeronaus A320 preses sota la modalitat d'arrendament a la companyia C.I.T, quedant l'opció de compra per 10 A319/A320 addicionals però fins al moment no ha estat materialitzada.
D'aquest total d'aeronaus, Avianca va rebre el 2008, vuit equips així: quatre avions Airbus A319-100, dos avions A320-200 i dos A330-200. Així, el 23 de febrer de 2008, el primer Airbus d'Avianca, tipus A320, registrat com HK-4549-X, va arribar a Bogotà a les 3.50 de la tarda hora local, tot això després d'un vol de lliurament a través de Tolosa de Llenguadoc - Tenerife Sud - Fortalesa - Bogotà, iniciant operacions el dia 29 de febrer de 2008 en la ruta de Bogotà a Barranquilla, posteriorment va realitzar vols entre les principals ciutats del país, per després començar a operar la ruta Cali - Miami.
El dia 30 de setembre en una cerimònia de lliurament celebrat en la planta d'Airbus a Tolosa de Llenguadoc, França es va realitzar el lliurament oficial del primer Airbus A330 d'Avianca, amb matrícula N948AC, aquest últim va arribar a Bogotà l'1 d'octubre de 2008 per ser presentat oficialment a Colòmbia l'endemà. L'avió començarà amb alguns vols cap a Miami i Lima, per després començar el gener del 2009 amb les rutes cap a Europa. Amb el procés de renovació de flota Avianca ha decidit implementar un nou sistema d'entreteniment a bord, tenint en tota la seva flota d'Airbus: A319, A320 i A330 pantalles individuals en cada cadira tant en classe econòmica com en executiva, el que li permetrà competir amb altres aerolínies que presten el mateix servei.

## Destinacions
Avianca i les seves aerolínies filials viatgen a 87 destinacions en 19 països (setembre de 2009). Aquesta és una llista dels aeroports servits per Avianca.

### Carib
- Aruba
  - Oranjestad - Aeroport Internacional Reina Beatrix
- República Dominicana
  - Punta Cana - Aeroport de Punta Cana
  - Santo Domingo - Aeroport de las Américas
- Antilles Neerlandeses
  - Curaçao - Aeroport Hato

### Amèrica Central
- Costa Rica
  - San Jose de Costa Rica - Aeroport Juan Santamaría
- Panamà
  - Ciutat de Panamà - Aeroport de Tocumen
- El Salvador
  - San Salvador - Aeroport d'El Salvador

### Amèrica del Nord
- Mèxic
  - Ciutat de Mèxic - Aeroport Benito Juárez
- Estats Units
  - Fort Lauderdale - Aeroport Fort Lauderdale-Hollywood
  - Los Angeles - Aeroport Internacional de Los Angeles
  - Miami - Aeroport Internacional de Miami
  - Nova York - Aeroport Internacional John F. Kennedy
  - Washington, D.C. - Aeroport Internacional Washington-Dulles

### Amèrica del Sud
- Argentina
  - Buenos Aires - Aeroport Ministro Pistarini
- Brasil
  - São Paulo - Aeroport Guarulhos-Governador André Franco Montoro
- Xile
  - Santiago de Xile - Aeroport Comodoro Arturo Merino Benitez
- Colòmbia
  - Armènia - Aeroport El Edén
  - Barrancabermeja - Aeroport Yariguíes
  - Barranquilla - Aeroport Ernesto Cortissoz
  - Bogotà - Aeroport El Dorado Hub Principal
  - Bucaramanga - Aeroport Palonegro
  - Cali - Aeroport Alfonso Bonilla Aragón Ciutat Focal
  - Cartagena - Aeroport Rafael Núñez Ciutat Focal
  - Cúcuta - Aeroport Camilo Daza
  - Ibague - Aeroport Perales
  - Manizales - Aeroport La Nubia
  - Medellín - Aeroport José María Córdova Ciutat Focal
  - Montería - Aeroport Los Garzones
  - Neiva - Aeroport Benito Salas
  - Pasto - Aeroport Antonio Nariño
  - Pereira - Aeroport Matecaña Ciutat Focal
  - Popayán - Aeroport Guillermo León Valencia
  - Riohacha - Aeroport Almirante Padilla
  - San Andrés y Providencia - Aeroport Gustavo Rojas Pinilla
  - Santa Marta - Aeroport Simón Bolívar
  - Tumaco - Aeroport La Florida
  - Valledupar - Aeroport Alfonso López Pumarejo
- Equador
  - Guayaquil - Aeroport José Joaquín de Olmedo
  - Quito - Aeroport Mariscal Sucre Hub
- Perú
  - Lima - Aeroport Jorge Chávez
- Veneçuela
  - Caracas - Aeroport Simón Bolívar
  - Valencia - Aeroport Arturo Michelena

### Europa
- Espanya
  - Barcelona - Aeroport de Barcelona-El Prat
  - Madrid - Aeroport de Madrid-Barajas

### Centre de connexions a Bogotà
El 10 de desembre de 1998, Avianca va posar al servei dels viatgers de Colòmbia i el món el seu centre de connexions en Bogotà, per al desplaçament entre les destinacions nacionals i internacionals les quals són operades directament i mitjançant acords de codi compartit amb diferents aerolínies. Para això s'inclouen, per exemple, taulells per a revisió mèdica de viatgers en connexió, a més de busetas per a transport intern entre el Terminal Pont Aeri i Aeroport El Dorado, i una sala per a atenció exclusiva dels viatgers en connexió.
L'operació del centre de Connexions d'Avianca a Bogotà, permet que els seus viatgers realitzin connexions així:
- Des d'una destinació nacional cap a un altre dins de Colòmbia.
- Des d'una destinació nacional cap a una destinació internacional en El Carib, Europa, Nord, Centro i Sud-amèrica.
- Des d'una destinació internacional cap a un altre dins de Colòmbia.
- I també connectar entre dues destinacions internacionals.

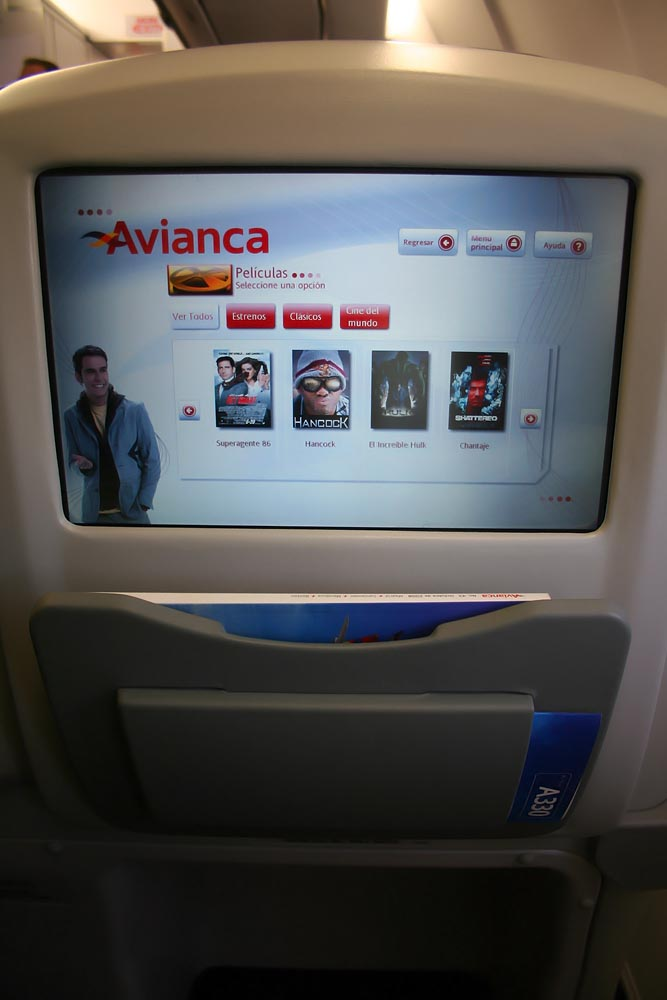
IFE de Classe Executiva del A330.

### Acords de codi compartit
Actualment Avianca manté acords de codi compartit amb aerolínies d'Amèrica i Europa (al gener de 2011):
- AeroGal[108]
- Aerolíneas Argentinas[109]
- Air Canada[110]
- Delta Airlines[111] [Finalitza al juny de 2011][112]
- Iberia[113]
- Satena[114]
- Avianca Brasil[115]
- TACA[116]
- Lufthansa[117]
- United Airlines[118]

A partir del 2012 Avianca tindrà acords de codi compartit amb tots els membres de Star Alliance, és a dir:
- Adria Airways
- Aegean Airlines
- Air China
- Air New Zealand
- ANA
- Asiana Airlines
- Austrian Airlines
- Blue1
- BMI
- Brussels Airlines
- Copa Airlines
- Copa Airlines Colombia
- Croatia Airlines
- EgyptAir
- LOT Polish Airlines
- SAS
- Singapore Airlines
- South African Airways
- Spanair
- Swiss International Air Lines
- TAM Airlines
- TAP Portugal
- Thai Airways International
- Turkish Airlines
- US Airways

### Afinitat en programes de viatger freqüent
AviancaPlus és el programa de fidelització que premia als viatgers freqüents, oferint-los diferents beneficis. AviancaPlus compta amb nivells determinats pel nombre de milles volades, acumulades en el compte personal, les quals poden ser redimides per ascensos de classe i tiquets beneficio per a viatges gratis en Avianca, així com en les aerolínies associades al programa, amb la targeta que identifica a cada viatger com a soci AviancaPlus, s'acumulen milles en els trajectes volats via Avianca, a més d'en els seus viatges amb altres aerolínies i en adquirir els productes i serveis d'empreses afiliades al programa, com bancs, hotels i rentadors d'actes, entre d'altres.
Avianca manté afinitat en programes de viatger freqüent amb aerolínies d'Amèrica i Europa (al gener de 2011): 
- Air Canada
- Air France
- United Airlines
- TACA
- Iberia
- Avianca Brasil
- VIP
- Lufthansa
- Satena

## Serveis

### Classe executiva
La classe executiva és el servei diferencial en terra i a bord, per les persones que viatgen amb tarifa de classe executiva i els viatgers AviancaPlus amb major nombre de milles acumulades en el seu compte. En terra disposen de mòduls exclusius de revisió mèdica i accés a les Sales VIP. Tenen a més prioritat d'embarcament, distintiu especial d'equipatge i prioritat en el lliurament d'aquest. Una vegada a bord, aquests viatgers disposen d'una cabina exclusiva amb seients més còmodes i espais més amplis. El menú té més varietat de menjars, licors i canapès. Durant el viatge tenen múltiples opcions d'entreteniment audiovisual i material de lectura. Amb la posada en servei del nou Airbus A330, els viatgers en aquesta classe també compten amb un nou sistema d'entreteniment que consisteix en una pantalla "touch screen" individual en cadascuna de les cadiras del fabricador Panasonic,

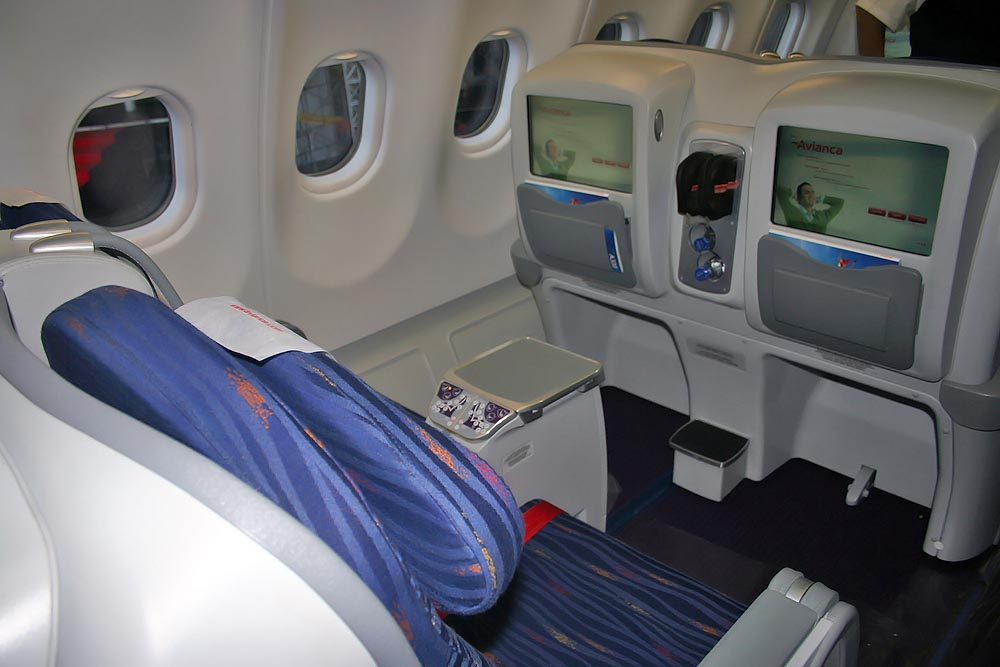
Silla de la Classe Executiva dels nous A330.

a més de diferents tecnologies per al treball com el SkyOffice, connectors USB i preses d'energia entre d'altres.

### Sales VIP
Les Sales VIP d'Avianca o Avianca VIP Lounges són l'espai del qual gaudeixen els viatgers en Classe Executiva i els viatgers AviancaPlus amb major nombre de milles acumulades en el seu compte. Avianca compta amb Sales VIP en els principals aeroports de Colòmbia, i en altres aeroports nacionals i internacionals, mitjançant convenis amb aerolínies i hotels. En aquestes sales, els viatgers gaudeixen d'un confortable espai dotat amb diverses facilitats i serveis, com xequejar-se a la sala (si viatgen sense equipatge), servei d'aliments i begudes, espais per a reunions i descans, servei de telèfon, fax, televisió i connexió gratuïta a internet, mitjançant la tecnologia WiFi.
Avianca i les seves aerolínies filials disposen d'una xarxa de sales VIP en els seus centres de connexions i destinacions més importants (para setembre de 2009):
- Colòmbia
  - Arménia: aeroport el Edén
  - Barranquilla: Aeroport Ernesto Cortissoz[127]
  - Bogotà:
    - Aeroport El Dorado (Principal, HUB d'Operacions)[128]
    - Terminal Pont Aeri (Centre de Connexions Nacional)[129]

  - Bucaramanga: Aeroport Palonegro[130]
  - Cali: Aeroport Alfonso Bonilla Aragón[131]
  - Cúcuta: Aeroport Camilo Daza
  - Medellín: Aeroport José María Córdova[132]
  - Pereira: Aeroport Matecaña[133]

### Bus privat
La companyia ofereix als Estats Units el servei de transport (a través d'un autobús) per als viatgers entre Nova Jersey i l'Aeroport John F. Kennedy, per facilitar la comunicació dels passatgers que viatgin per aquest. l'autobús té com a estacions:
- 32 St. & Bergenline Avenue.
- 262 Morris Avenue,
- Elizabeth, NJ.
- 406 32nd Street.
- Union City, NJ.

## Accidents i incidents
Al llarg de la seva història, Avianca ha tingut diversos accidents i incidents aeris com:
- El 15 de febrer del 1947, un DC-4 d'Avianca amb matrícula C-114, es va estavellar contra el turó El Tablazo en la sabana de Bogotà. Van morir els 53 ocupants de l'avió. L'accident es va produir per falles humanes, ja que els pilots de l'avió eren de nacionalitat nord-americana i tenien poc coneixement de la geografia colombiana. Va ser en aquell moment el pitjor accident aeri del món.[135]

- El 15 de gener del 1966, poc després d'enlairar-se de l'Aeroport Rafael Núñez en Cartagena, el Vol 4 d'Avianca es va estavellar contra el mar per causes no esclarides. Van morir 58 persones i, miraculosament, 8 van aconseguir sobreviure.[136]

- El 27 de novembre del 1983 Vol 11 d'Avianca que cobria la ruta París - Madrid - Bogotà, es va estavellar en Millorada del Camp, durant la seva aproximació a l'Aeroport de Madrid-Barajas en Madrid. L'avió un Boeing 747-283B amb matrícula HK-2910, portava 190 persones a bord de les quals en van morir 181. La causa de l'accident va ser una fallada del pilot durant l'aproximació final a l'aeroport. Ha estat el pitjor accident sofert per Avianca.[137]

- El 17 de març del 1988, el Vol 410 d'Avianca un Boeing 727 d'Avianca, de matrícula HK-1716, que acabava d'enlairar-se de l'Aeroport Camilo Daza de Cúcuta, es va estavellar contra el turó Espardillo. Van morir els 143 ocupants de l'aeronau. La investigació va determinar que diverses causes tant passives com actives van provocar l'accident, però la principal raó va ser la distracció per part del pilot.[138]

- El 27 de novembre del 1989 el Vol Avianca 203 es precipita a terra en el municipi de Soacha, l'avió un Boeing 727 amb matrícula HK-1803 que cobria la ruta Bogotà - Cali, després d'enlairar-se una bomba posada en l'aeronau esclata el que va fer que l'avió explotés i caigués. Moren els seus 107 ocupants a més de 3 persones en terra, es responsabilitza de l'atemptat terrorista a Pablo Escobar.[22]
- El 25 de gener del 1990, el Vol 52 d'Avianca que cobria la ruta Medellín - Nova York s'estavella en Long Island, l'aeronau un Boeing 707 amb matrícula HK-2016 es va precipitar a terra per falta de combustible, en l'accident van morir 69 de les 158 persones a bord.[139]

- El 12 d'abril del 1999, el Vol 9463 d'Avianca, un Fokker 50 de l'aerolínia és segrestat en ple vol, l'avió va ser desviat cap a Simití, Bolívar on va haver d'aterrar, les 46 persones a bord són segrestades pel ELN, l'aeronau cobria la ruta Bucaramanga - Bogotà.[140]

## Reconeixements
A la seva història recent la companyia ha estat nominada i ha guanyat diferents premis a escala sud-americana, com:

### Premis

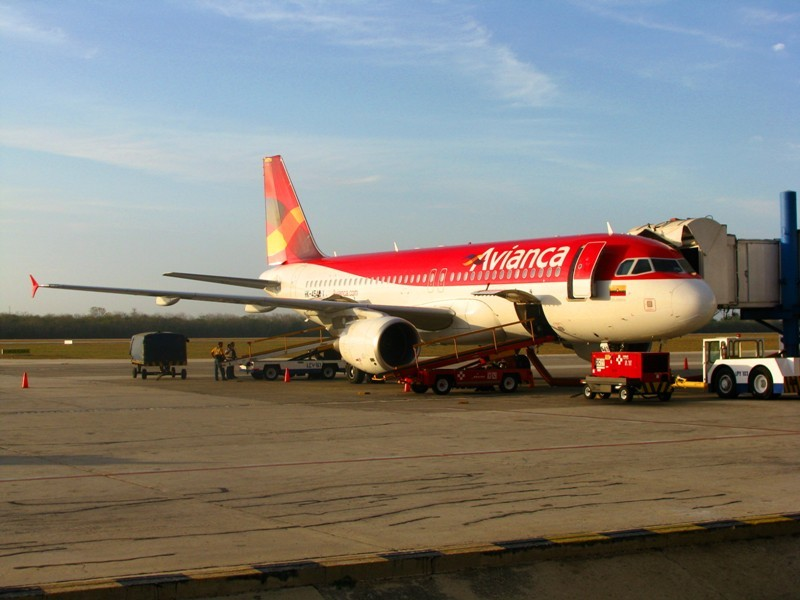
Airbus A320 d'Avianca.

El 19 de maig del 2008, Avianca obté el segon lloc com una de les aerolínies amb millor servei de Sud Amèrica en els Best Cabin Staff Awards (2007), a més el 10 de maig del 2006, la sala VIP de l'Aeroport El Dorado d'Avianca, va guanyar el premi a La Sala VIP de l'Any 2006 a la Regió d'Amèrica Llatina i el Carib entre setanta sales d'atenció preferencial en 18 països, gràcies a la votació dels afiliats a Priority Pass, el programa més ampli d'entrada a sales VIP d'aeroports al món.

### Nominacions
L'any 2009 Avianca és nominada novament com a "Millor aerolínia sud-americana" als XVI Premis World Travel (2009). L'aerolínia va ser nominada en 2008 com a "Millor aerolínia sud-americana" als XV Premis World Travel (2008). En 2007, Avianca és nominada com a "Millor aerolínia sud-americana", "Millor pàgina Web d'una aerolínia sud-americana", i "Millor classe executiva d'una aerolínia sud-americana" en els XIV Premis World Travel (2007). En 2006, Avianca va ser nominada com a "Millor aerolínia sud-americana" i "Millor classe executiva d'una aerolínia sud-americana" en els XIII Premis World Travel (2006). En 2005, Avianca va ser nominada com a "Millor aerolínia sud-americana" i "Millor classe executiva d'una aerolínia sud-americana" en els XII Premis World Travel (2005).